# Kádes
Kádes (vagy Kinza, esetleg Qádes, Ḳādeš, akkádul: KIDŠU, mai nevén Tall al-Nabī Mandū Szíriában, arabul: تل النبي مندو, nem tévesztendő össze a dél-izraeli Kádessel, vagy a kánaánita Kedessel) fontos ókori városállam. A hasonló nevű települések miatt néha Orontész-menti Kádesnek is nevezik. Az ókorban a levantei kereskedelmi utak egyik ellenőrzőpontja, kiemelt stratégiai fontosságú település.

## Története
A település már a kőrézkor idején lakott volt. Jelentősége az i. e. 16. század végén nőtt meg, amikor Megiddóval szövetségre lépve erős ellenfelévé vált Egyiptom északi (föníciai) hódító törekvéseinek. III. Thotmesz idejére egy katonailag is befolyásos kánaáni koalíció jött létre a két város vezetésével. Egyiptom északi jelenlétét Mitanni uralkodói sem nézték jó szemmel, ezért a Kádes–Megiddó tengelyt hurri támogatás is erősítette.
Az egyiptomi invázió ellen felállított haderőt névleg Kádes királya, Durusa vezette. Mindezek ellenére – vélhetően a szervezetlen és sokak által irányított koalíciós hadsereg miatt – III. Thotmesz bevette Kádest. Ehnaton idejéig egyiptomi fennhatóság alatt maradt, majd I. Széthi hadjárataiig függetlenedett. A közbeeső időben, Tutanhamon, Ay és Horemheb alatt a hettita befolyás érvényesült.
I. Széthi hadjáratai nem jártak tartós sikerrel. Kádest elfoglalta, győzelmi sztélét is emelt, de hazatérte után rögtön megjelentek II. Murszilisz seregei és visszafoglalták a várost. Kádes a Hettita Birodalom dél-szíriai végvidékének legerősebb bástyájává vált, és közvetlenül a hettita királyi hercegi rangú kargamisi alkirály irányította. Széthi a későbbiekben nem vezetett újabb hadjáratot Fönícia felé.
Ezzel szemben II. Ramszesz már uralkodásának ötödik évében Szíriában portyázott, és Kádes elfoglalására tört, bár valószínűleg nem volt arra felkészülve, hogy a hettita főerőkkel kerül szembe.
Kádes városát a tengeri népek inváziója pusztította el i. e. 1178 körül. A település teljesen elpusztult, bár mintegy ezer évvel későbbi, hellenisztikus maradványokat is találtak a várost magában foglaló tell felső rétegeiben.

## Kádes ismert uralkodói
- Durusa; i. e. 1450 előtt
- III. Suttarna; i. e. 1350 körül
- Etakkama; i. e. 1340 körül – 1312 (Suttarna fia)
- Ari-Tesub; i. e. 1312-1307 (Etakkama fia?)
- Níkmaddu (Etakkama fia)
- Bentesina

## Galéria

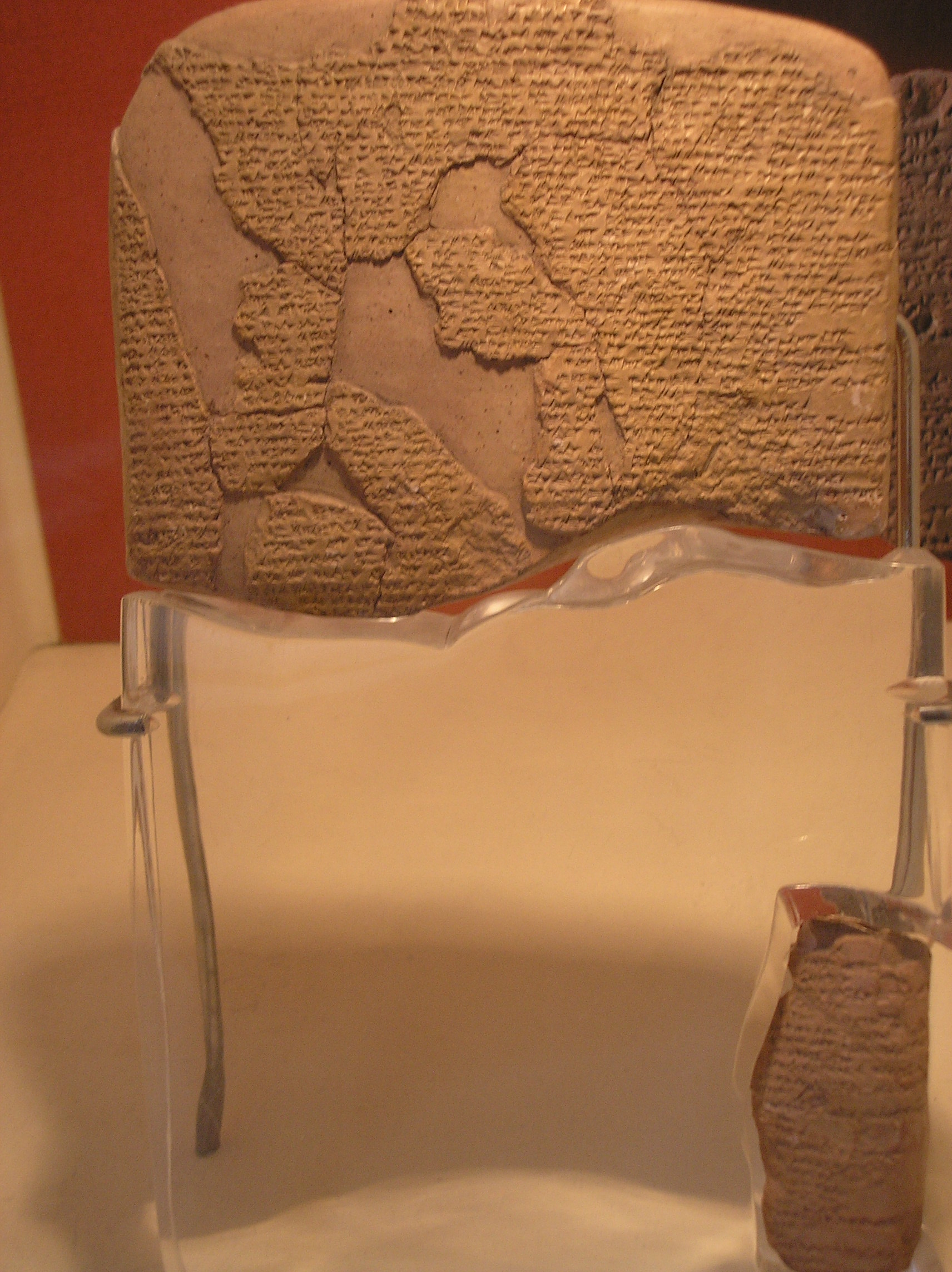
Hettita felirat Kádesből
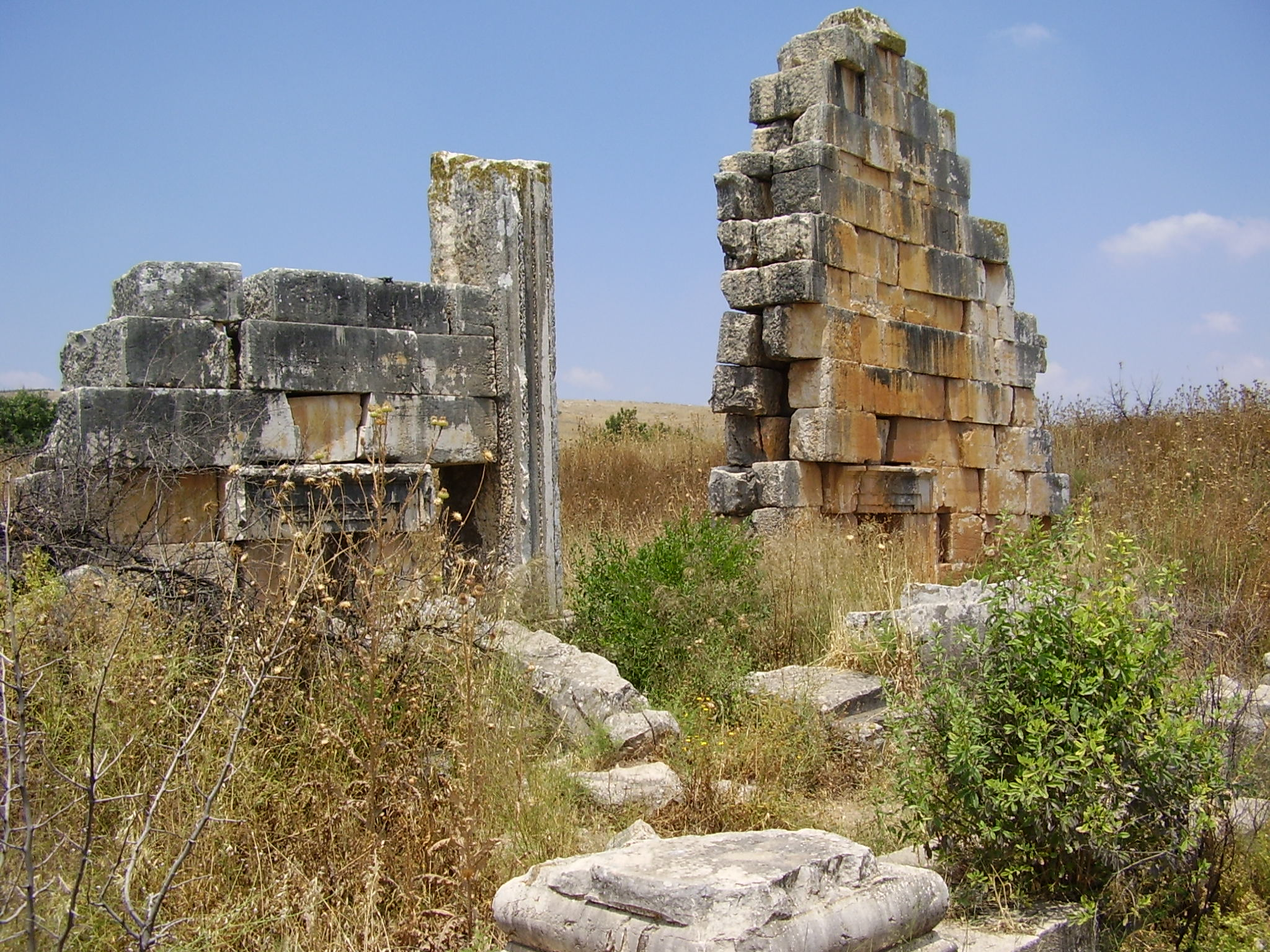
Kádes ma